# Artykuły gospodarstwa domowego

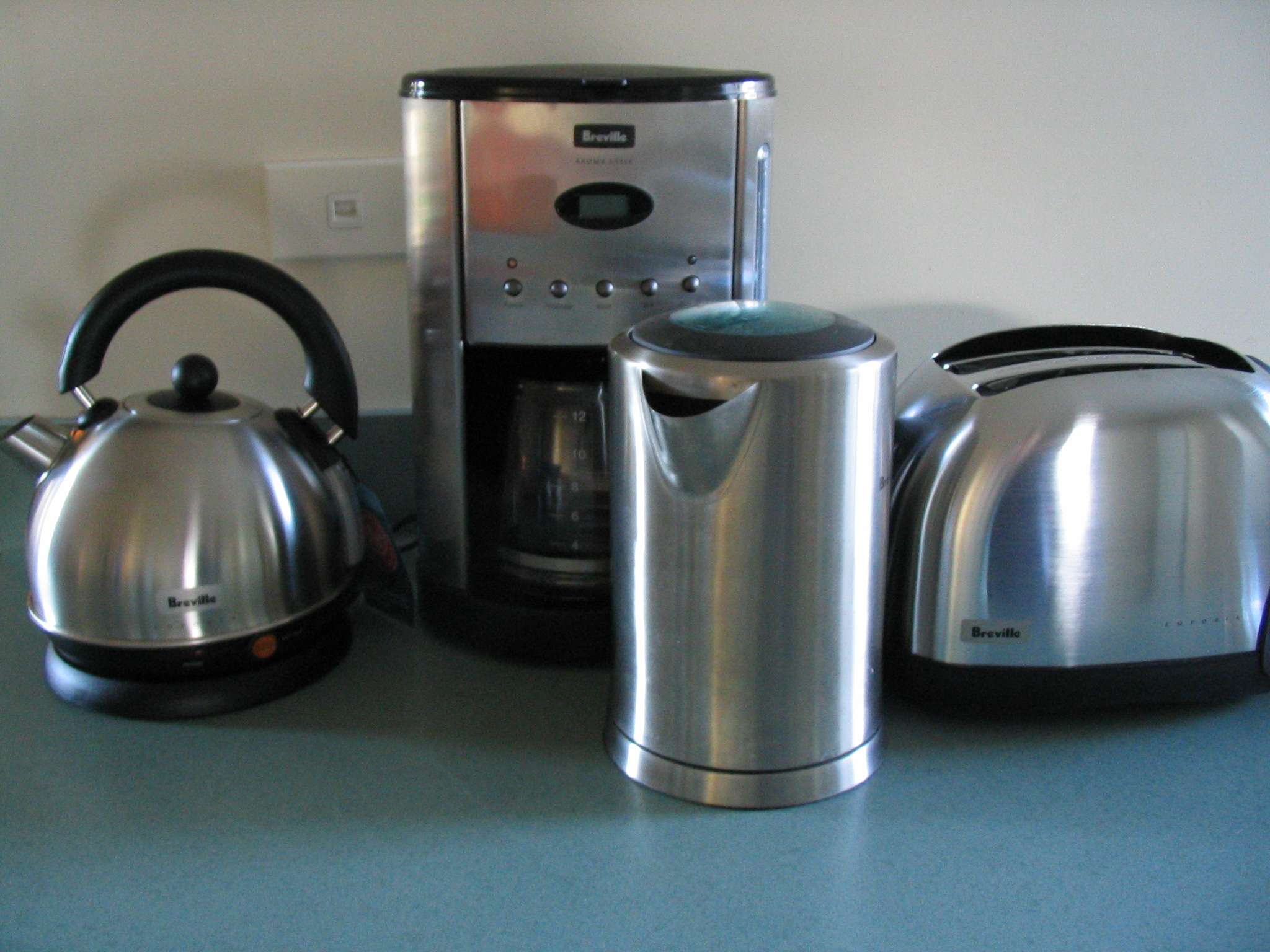
AGD używane w kuchni

Artykuły gospodarstwa domowego, AGD – celowo skonstruowane i powszechnie użytkowane w gospodarstwie domowym narzędzia i urządzenia (pralki, zmywarki, suszarki do włosów).
Jest to również określenie sklepu oferującego takie artykuły.